# О’Коннор, Рене
Рене О’Коннор (англ. Renée O'Connor, полное имя Эвелин Рене О’Коннор (Evelyn Renée O’Connor); род. 15 февраля 1971) — американская актриса, мастер боевых искусств, продюсер и режиссёр. Получила мировую известность как исполнительница роли Габриэль в сериале «Зена — королева воинов», в котором снималась в 1995—2001 годах.

## Биография

### Детские годы
Рене О’Коннор родилась 15 февраля 1971 года в небольшом городе Кэти, пригороде Хьюстона (Техас, США) в семье Уолтера и Сандры О’Коннор. Вскоре после её рождения родители разводятся и её мать Сандра выходит замуж за Эдди Уилсона. Родители Рене становятся владельцами собственного ресторана «Threadgill» в городе Остин (это заведение прославилось тем, что здесь состоялось первое выступление Дженис Джоплин).
Впервые Рене О’Коннор появилась на сцене в возрасте восьми лет: она сыграла роль Гусеницы в самодеятельном «Театре на колёсах». С 12 лет она занимается в детской студии при Театре «Аллей» в Хьюстоне, а затем в этом же городе поступает в Высшую школу актёрского мастерства и изобразительного искусства.

### Карьера на телевидении и в кино
Телевизионная карьера Рене О’Коннор начинается в 16 лет — со съёмок в рекламе. Она появляется в роликах таких компаний как McDonald's и Exxon, но в основном вынуждена перебиваться случайными заработками. Она работает ростовой куклой Porky Pig в детском развлекательном парке Хьюстона «Astro World», инструктором по аэробике, пока наконец, в 1989 году не получает свою первую роль в сериале «Ангел-подросток». Этот сериал появляется в эфире телеканала «Disney Channel» в детском шоу «Клуб Микки Мауса». После этого Рене снимается в ещё одном диснеевском сериале — «Match Point». К 1989 году относится и её первая роль в полнометражном кино: Рене приняла участие в фильме «Чёрный снег», съёмки которого прошли в Хьюстоне. Вскоре после этого она переезжает в Лос-Анджелес.
Следующим появлением Рене на телеэкране могла стать небольшая роль в одном из эпизодов популярного хоррор-сериала «Байки из склепа»: она была приглашена сняться в серии «Выключатель», режиссёром которой выступал Арнольд Шварценеггер, однако в итоге сцены с её участием из фильма оказались вырезаны. Тем не менее, молодая актриса была замечена режиссёрами, и в последующие годы предложения о съёмках, как в телесериалах, так и в кинофильмах поступают ей почти непрерывно.
В 1991 году Рене О’Коннор снимается в роли дочери главной героини в экранизации романа Даниэлы Стил «Перемены». В 1993 году она продолжает сотрудничество с кинокомпанией Уолта Диснея в фильме «Приключения Гека Финна»; в том же году она снимается в роли студентки, утонувшей при разливе реки в фильме «Наводнение: кто спасёт наших детей?»
Ещё в двух фильмах актриса появляется в 1995 году: в приключенческой полнометражной картине «Следуя за рекой» она играет роль девушки, похищенной племенем индейцев; а в эпизоде «Скрытое благословение» сериала «Досье детектива Рокфорда» она играет роль актрисы, нанимающей главного героя своим телохранителем. Однако эти съёмки происходят уже на фоне приближающихся перемен в её артистической карьере.

### «Зена — королева воинов»
Продюсеры Роберт Таперт и Сэм Рейми, заметившие Рене в фильме «Наводнение», в 1994 году приглашают её на эпизодическую роль принцессы Деяниры в двухчасовой приключенческий фильм «Геракл и затерянное королевство». Сотрудничество оказывается успешным, и они приглашают её в свой следующий проект: «Человек тьмы 2: Возвращение Дюрана», где Рене впервые получает главную женскую роль.
Это сотрудничество, очевидно, сыграло немалую роль в дальнейшем, когда Рене О’Коннор в 1995 году принимает решение об участии в кастинге в новый сериал на основе древнегреческой мифологии. Таперт и Рейми, ставшие продюсерами этого сериала, выбрали её из нескольких сотен девушек на роль Габриэль — одной из двух главных героинь сериала «Зена — королева воинов».
Съёмки сериала продолжались шесть лет, с 1995 по 2001 год. Для участия в съёмках актрисе пришлось переехать в Новую Зеландию: она до сих пор является владелицей дома в городе Окленд.
Сериал «Зена» принёс Рене О’Коннор мировую известность. В 1996 году она заняла третье место в рейтинге «Самых интригующих персон» по версии журнала «People». В 1997 году она переместилась в этом рейтинге уже на второе место, и тогда же была включена в список «самых красивых знаменитостей».
В 1999 году ноябрьский номер журнала «FHM» публикует откровенную фотосессию Рене и интервью, посвящённое её личной жизни. В 2000 году американский еженедельник «TV Guide» включает её в список «Самых сексуальных звёзд во Вселенной».
После окончания съёмок в сериале, Рене не распрощалась окончательно с ролью Габриэль. Все последующие годы она является постоянной участницей Конвенций фанатов сериала «Зена — королева воинов», где выступает как с собственными сольными номерами, так и в дуэте с Люси Лоулесс, исполнительницей роли Зены.

### После сериала
В 2003 году Рене О’Коннор создала независимую кинокомпанию «ROC Pictures», где занимает должности продюсера и режиссёра. Кстати, первый режиссёрский опыт она получила ещё в период съёмок «Зены»: в 1999 и 2001 годах она выступила в качестве режиссёра эпизодов «Опасная добыча» и «Дежавю: снова и снова».
Первый фильм, снятый ею самостоятельно, называется «Бриллианты и оружие»: это романтическая комедия о двух подругах, которые едут в Лас-Вегас, чтобы встретить настоящую любовь. Фильм снят в цифровом формате. Для того, чтобы собрать необходимые средства для съёмок фильма, Рене продаёт на аукционе eBay несколько своих автографов и личных вещей. Съёмки продолжались с 2003 по 2007 годы.
Второй свой фильм — «Несказанные слова» — Рене О’Коннор сняла в 2008—2009 годах: на этот раз она выступила одновременно в качестве режиссёра, продюсера, автора сценария и исполнительницы главной роли.
Помимо этого Рене О’Коннор продолжает сниматься и в фильмах других режиссёров. А также, в 2002 году, ненадолго вернулась на театральную сцену: она участвовала в постановке спектакля «Любовные письма», а также сыграла главную роль в пьесе «Макбет».

### Награды
За роль Габриэль в сериале «Зена — королева воинов»:
2000 год — «Лучшая актриса телесериала»;
2001 год — UPBEAT Entertainment News Award в номинации «Лучшая актриса драматического или комедийного телесериала»;
2001 год — The Tube File Awards в номинации «Лучшая актриса драматического или комедийного телесериала».
За участие в других фильмах:
Специальный приз жюри фестиваля «Sundance Film Festival» за роль Мэг МакДермотт в короткометражном фильме «Один выходной в месяц».

### Роль в ЛГБТ-культуре
В январе 2007 года Рене О’Коннор оказалась во главе международного рейтинга «Женщины, которых мы любим», составленного порталом LesbiaNation.com по итогам 2006 года. Кроме того, она была отмечена как «королева», на протяжении ряда лет дольше всех пребывавшая в первой десятке этого рейтинга.
В июне 2008 года Рене О’Коннор вошла в Топ-100 портала AfterEllen.com.
Культовое значение для мирового ЛГБТ-сообщества Рене приобрела благодаря роли Габриэль и её отношениям с другой героиней сериала — Зеной, неоднозначно воспринятым зрителями.
Хотя сама О’Коннор гетеросексуальна, она неоднократно публично высказывалась в защиту геев и лесбиянок и даже принимала участие в гей-парадах. Так, в частности, известно о её участии в Сиднейском гей-параде 2007 года, в ЛГБТ-акциях 2007 и 2008 годов в Палм-Спрингс.

### Личная жизнь
14 октября 2000 года Рене вышла замуж за новозеландского бизнесмена, владельца ресторана Стива Мьюира. 22 сентября 2001 года у них родился сын — Майлз Уильям Мьюир. В 2005 году пара развелась.
В 2003 году, во время съёмок в короткометражном фильме «Enter», Рене знакомится с актёром Джедом Сура. 19 марта 2006 года у них рождается дочь Айрис Сура О’Коннор.
Рене О’Коннор является профессиональным художником; в июне 2005 года у неё состоялась персональная выставка картин в подводной Арт-галерее в Лос-Анджелесе.
Также она является мастером некоторых видов боевых искусств, в том числе тхэквондо, синкэндо, каратэ бо; владеет умением обращаться с нунчаками, саи и катаной.

### Благотворительность
Рене О’Коннор оказывает активную поддержку благотворительному фонду Южной Калифорнии «Alisa Ann Ruch», который специализируется на помощи людям, пострадавшим от пожаров.
Также она создала собственный фонд «The Renée O’Connor Outreach Fund», предназначенный для сбора средств на дорогостоящие медицинские услуги для малообеспеченных семей.

## Фильмография

### Актриса
| Год  | Название фильма                     | Оригинальное название                                                | Роль                | Комментарий                                                               |
| 2014 | The Usual                           |                                                                      | Mrs. Ford           | Короткометражный фильм                                                    |
| 2013 | Далёкая звезда                      | Beyond the Farthest Star                                             | Maureen Wells       |                                                                           |
| 2011 | Infinity                            |                                                                      | Elizabeth           | Короткометражный фильм                                                    |
| 2011 | Fitful                              |                                                                      | Paula               |                                                                           |
| 2010 | Непроизнесённые слова               | Words Unspoken                                                       | Sue                 | Короткометражный фильм                                                    |
| 2010 | Моби Дик: Охота на монстра          | 2010: Moby Dick                                                      | Dr. Michelle Herman | Видео                                                                     |
| 2009 |                                     | Words Unspoken                                                       |                     | Автор сценария, продюсер и режиссёр, а также исполнительница главной роли |
| 2009 | Стервозные штучки                   | Bitch Slap                                                           | Sister Betril       |                                                                           |
|      | Ark                                 | Connie                                                               |                     |                                                                           |
| 2008 | Мыслить как преступник              | Criminal Minds                                                       | Pam Baleman         | Телесериал                                                                |
| 2008 |                                     | Monster Ark                                                          | Eva Solomon         |                                                                           |
| 2008 | Бугимен 2                           | Boogeyman 2                                                          | Dr. Ryan            |                                                                           |
| 2007 |                                     | Ghost Town — The Movie                                               | Little Jack         |                                                                           |
| 2007 |                                     | Diamonds and Guns (Производство: 2003/2007)                          | Ashley              |                                                                           |
| 2005 |                                     | Xena: The 10th Anniversary Collection                                | Gabrielle           | Видео                                                                     |
| 2005 |                                     | Alien Apocalypse                                                     | Kelly               | ТВ                                                                        |
| 2004 |                                     | One Weekend a Month                                                  | Meg McDermott       |                                                                           |
| 2000 |                                     | Rubbernecking                                                        | Эштон               |                                                                           |
| 1998 |                                     | Hercules and Xena — The Animated Movie: The Battle for Mount Olympus | Габриэль (голос)    | Видео                                                                     |
| 1995 | Зена — королева воинов              | Xena: Warrior Princess                                               | Габриэль / Надежда  | Телесериал                                                                |
| 1995 |                                     | The Rockford Files: A Blessing in Disguise                           | Laura Sue Dean      | ТВ                                                                        |
| 1995 | Следуя За Рекой                     | Follow the River                                                     | Bettie Draper       | ТВ                                                                        |
| 1994 |                                     | Hercules: The Legendary Journeys — Hercules and the Lost Kingdom     | Deianeira           | ТВ                                                                        |
| 1994 | Человек тьмы 2: Возвращение Дюранта | Darkman II: The Return of Durant                                     | Лаури Бринкман      | Видео                                                                     |
| 1993 |                                     | The Flood: Who Will Save Our Children?                               | Лесли               | ТВ                                                                        |
| 1993 | Приключения Гека Финна              | The Adventures of Huck Finn                                          | Джулия Уилкс        |                                                                           |
| 1993 |                                     | Sworn to Vengeance                                                   | Джулия Уилкс        | ТВ                                                                        |
| 1991 |                                     | Stone Cold                                                           | Tinselteeth         |                                                                           |
| 1991 |                                     | Changes                                                              | Джессика Адамс      | ТВ                                                                        |
| 1990 |                                     | False Identity                                                       | Энжела Эрриксон     |                                                                           |
| 1989 |                                     | Night Game                                                           | Лоррайн Бисли       |                                                                           |
| 1989 |                                     | Black Snow                                                           | Дженнифер Уинслоу   |                                                                           |
| 1989 |                                     | Match Point                                                          | Робин               | ТВ                                                                        |
| 1989 | Ангел-подросток                     | Teen Angel                                                           | Нэнси Никольс       | Телесериал                                                                |

### Приглашённая актриса
| Год  | Название фильма | Оригинальное название            | Роль                      | Эпизод                                  |
| 2002 |                 | Mataku                           | American Buyer            | 1.2 «The Heirloom»                      |
| 1999 |                 | Hercules: The Legendary Journeys | Sunny Day                 | 5.9 «For Those of You Just Joining Us…» |
| 1998 |                 | Hercules: The Legendary Journeys | Габриэль                  | 4.14 «Armageddon Now: Part 2»           |
| 1997 |                 | Hercules: The Legendary Journeys | The Executioner           | 4.5 «Stranger in a Strange World»       |
| 1997 |                 | E! News Daily                    | Herself                   |                                         |
| 1997 |                 | Hercules: The Legendary Journeys | Габриэль                  | 3.15 «Judgement Day»                    |
| 1994 |                 | Hercules: The Legendary Journeys | принцесса Деянира         | 0.2 «Hercules and the Lost Kingdom»     |
| 1993 |                 | NYPD Blue                        | Rebecca Sloane            | 1.10 «Oscar, Meyer, Weiner»             |
| 1992 |                 | Arresting Behavior               | Jade Pearl                |                                         |
| 1992 |                 | FBI: The Untold Stories          | Ofc. Renee Lanot          | «Blue Fiber»                            |
|      |                 | FBI: The Untold Stories          | Tina Marie Risico         | «Millionaire Murderer»                  |
| 1990 |                 | Tales from the Crypt             | Waitress (scenes deleted) | 2.2 «The Switch»                        |

### Режиссёр
| Год  | Название фильма        | Оригинальное название  | Комментарий                             |
| 2001 | Зена — королева воинов | Xena: Warrior Princess | Эпизод сериала «Dangerous Prey»         |
| 1999 | Зена — королева воинов | Xena: Warrior Princess | Эпизод сериала «Deja Vu All Over Again» |

### Miscellaneous Crew
| Год  | Название игры | Роль   | Комментарий |
| 1998 | StarCraft     | Thanks | Video Game  |